# Serbiska republiken Krajinas flagga

Ena versionen av flaggan.

Andra versionen av flaggan utan dubbelörn och med ett mörkare mittfält.

Serbiska republiken Krajinas flagga var flagga mellan 1991 och 1995 i Serbiska republiken Krajina. Flaggan är baserad på den serbiska trikoloren.